# 南部利雄
南部 利雄（なんぶ としかつ）は、江戸時代中期の大名。陸奥国盛岡藩の第8代藩主。官位は従四位下・大膳大夫。

## 経歴
享保9年（1724年）（享保10年（1725年）とも）、第6代藩主・南部利幹の長男として誕生した。元文3年（1738年）10月21日、従兄の7代藩主・南部利視の養子になった。同年11月1日、第8代将軍・徳川吉宗に御目見する。元文4年12月16日（1740年）、従五位下・信濃守に叙任する。元文5年（1740年）11月19日、前田利章の娘と結婚する。
宝暦2年（1752年）5月25日、利視の死去により家督を継いだ。明和3年（1766年）12月16日、従四位下に昇進する。治世中は連年の凶作による大飢饉に見舞われ、宝暦6年（1756年）には餓死者や病死者が6万人余りに上った（宝暦の飢饉）。加えて数度にわたる幕府の手伝い普請により、藩財政は極度に疲弊した。
長男の利謹は幕政参与を画策して重臣と軋轢を生じたため、安永3年（1774年）に乱心を理由に廃嫡し、先代・利視の六男で旗本となっていた南部利正を養嗣子として家督を継がせた。これにより盛岡藩南部家は、5代信恩 → 6代利幹（信恩の弟）→ 7代利視（信恩の子）→ 8代利雄（利幹の子） → 利正（利視の子/信恩の孫）と、信恩系と利幹系から交互に藩主が両統迭立される事態となった。
安永8年（1779年）に死去した。

## 人物
藩政を家老任せにして「そうしろ」というのみだったので、「惣四郎殿」と陰口されたという。

## 系譜
- 父：南部利幹（1689年 - 1725年）
- 母：貞林院 - 橋本氏
- 養父：南部利視（1708年 - 1752年）
- 正室：弓 - 前田吉徳養女、前田利章の長女
  - 長男：南部利謹（1746年 - 1814年）
- 側室：本光院（元、石、門） - 福島吉顕の娘
  - 女子：栄姫 - 細川利庸継室
- 側室：智性院、千恵 - 桜庭氏
- 養子
  - 男子：南部利正（1751年 - 1784年） - 南部利視の六男

## 家臣
宝暦5年（1755年）頃、利雄の代の家老・側用人・城使ほか主要家臣は下のとおり。
家老
- 北民部
- 東彦七郎
- 奥瀬内記
- 南美濃
- 桂源五左衛門

用人
- 吉田友右衛門（城使兼務）
- 漆戸主膳
- 河野兵左衛門
- 織笠庄助
- 吉田矢左衛門（城使兼務）
- 三ケ尻弥兵衛
- 山本郷助
- 村松喜太夫
- 米田四郎兵衛
- 三上多兵衛

城使
- 尾崎富右衛門